# Monumento conmemorativo a los soldados y marineros de color de todas las guerras
El Monumento conmemorativo a los soldados y marineros de color de todas las guerras (en inglés, All Wars Memorial to Colored Soldiers and Sailors) es un monumento de guerra en la ciudad de Filadelfia, en el estado de Pensilvania (Estados Unidos). Honra a los militares afroamericanos del estado que lucharon en los conflictos estadounidenses desde la Guerra de Independencia de los Estados Unidos hasta la Primera Guerra Mundial. Encargado por la Mancomunidad de Pensilvania en 1927, fue creado por el escultor J. Otto Schweizer y dedicado el 7 de julio de 1934. En 1994 fue reubicado de un sitio remoto en West Fairmount Park a su sitio prominente actual en Logan Square, a lo largo del Benjamin Franklin Parkway.

## Descripción

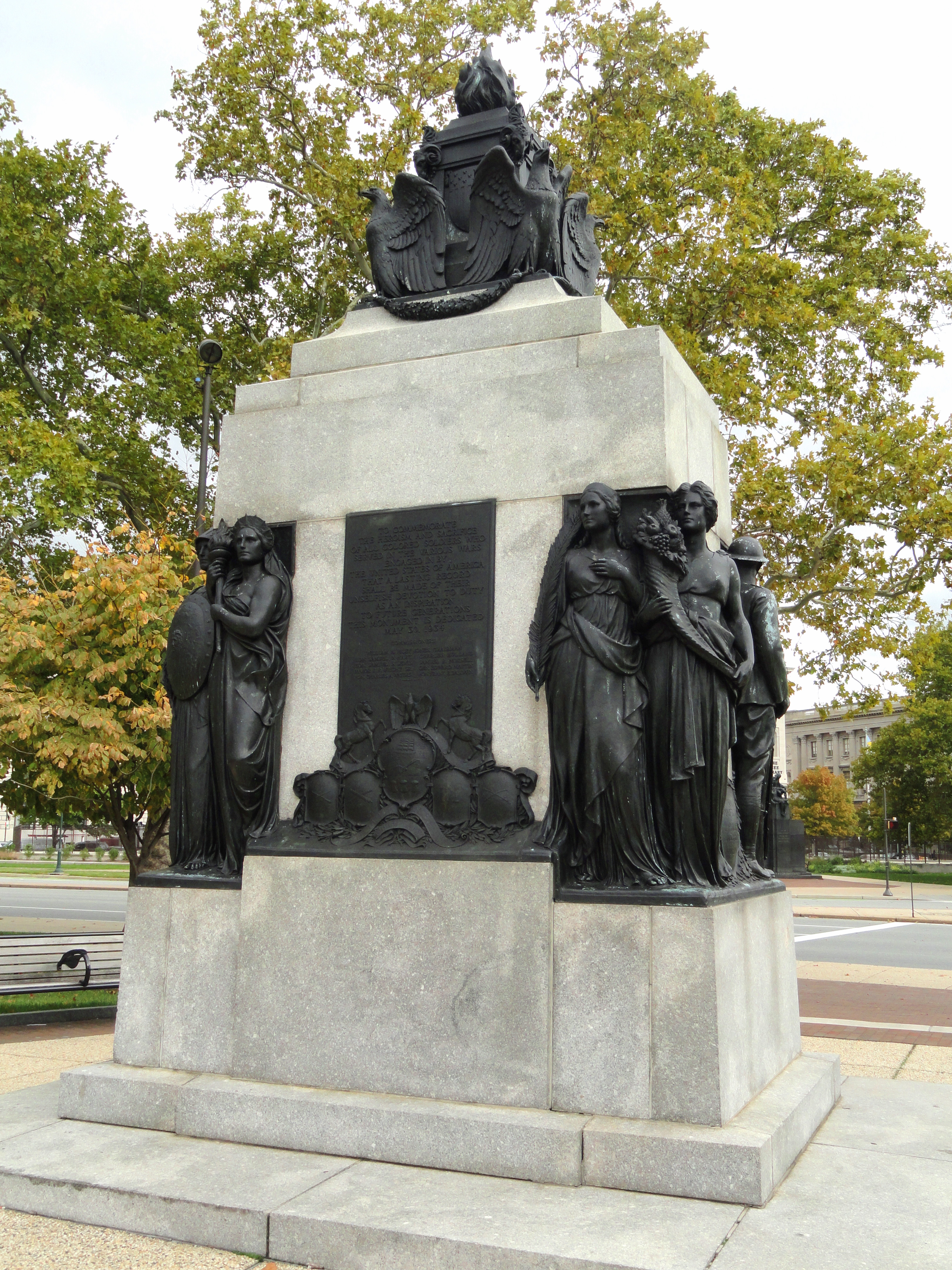
Zona posterior del monumento.

El monumento mide aproximadamente 6,55 m de altura, con una base de aproximadamente 5,18 m de ancho y 4,11 m de profundidad. Está hecho de granito y las esculturas son de bronce.
El frente presenta una figura femenina de Justicia "conspicuamente caucásica", que sostiene una corona de laurel en cada mano que representa Honor y Recompensa. A su derecha hay dos soldados y un marinero ya su izquierda hay tres soldados, todos con uniformes de la Primera Guerra Mundial. El reverso presenta cuatro figuras femeninas (nuevamente caucásicas) que representan la Guerra, la Libertad, la Paz y la Abundancia ; una placa de dedicación y un bajorrelieve del Sello de Pensilvania. El monumento está coronado por cuatro águilas que custodian La Antorcha de la Vida. Todas las figuras de bronce miden aproximadamente 1,83 m de altura. Justicia se encuentra dos escalones más arriba que los demás, y hay una inscripción debajo de ella: "Erigida por la Commonwealth de Pensilvania en honor a sus soldados de color". La placa de dedicación de bronce en el reverso dice: "Para conmemorar el heroísmo y el sacrificio de los soldados de todos los colores que sirvieron en las diversas guerras en las que participaron los Estados Unidos de América, que se haga un registro perdurable de su desinteresada devoción al deber como inspiración". A las generaciones futuras se dedica este monumento el 30 de mayo de 1934", seguido de una lista de comisionados. En el lado derecho del monumento hay un escudo de bronce que dice: "Revolución estadounidense / Guerra civil / Guerras indias", y en el lado izquierdo hay un escudo que dice: "Guerra hispano-estadounidense / Insurrección filipina / Guerra Mundial".
El monumento está ubicado en el cuadrante suroeste de Logan Square, entre 20th Street y la rotonda, y mira hacia Benjamin Franklin Parkway. El Instituto Franklin está al oeste, Moore College of Art está al sur, la sucursal principal de la Biblioteca Pública de Filadelfia está al norte y la Catedral basílica de San Pedro y San Pablo está al este. Cerca se encuentran el Monumento conmemorativo Aero del escultor Paul Manship (un monumento a los aviadores que murieron en la Primera Guerra Mundial), la Fuente conmemorativa Swann en el centro de la rotonda (esculturas de Alexander Stirling Calder) y el Monumento conmemorativo a Shakespeare (también de Calder).

## Historia
En 1925, Samuel Beecher Hart, un legislador estatal afroamericano de Filadelfia, presentó un proyecto de ley en la Cámara de Representantes de Pensilvania para encargar un monumento en honor a los 150 años de servicio en el Ejército estadounidense por parte de los afroamericanos de Pensilvania. La Exposición Universal, una feria mundial para celebrar el 150 aniversario de la Declaración de Independencia, se inauguraría en Filadelfia el año siguiente, y la esperanza de Hart pudo haber sido que el monumento fuera una de sus atracciones. Aunque su proyecto de ley fue derrotado en 1925, lo volvió a presentar con éxito en 1927. Especificó un presupuesto de 100 000 dólares, pero ese monto se redujo a 60 000 y luego a 50 000. En 1921, Filadelfia había erigido monumentos gemelos de la Guerra de Secesión –uno para soldados y otro para marineros; ambos modelados por el escultor Hermon Atkins MacNeil y tallados por los hermanos Piccirilli– en el recién terminado Benjamin Franklin Parkway. El Parkway también fue el sitio previsto para el Monumento de todas las guerras.

### Polémica por la ubicación

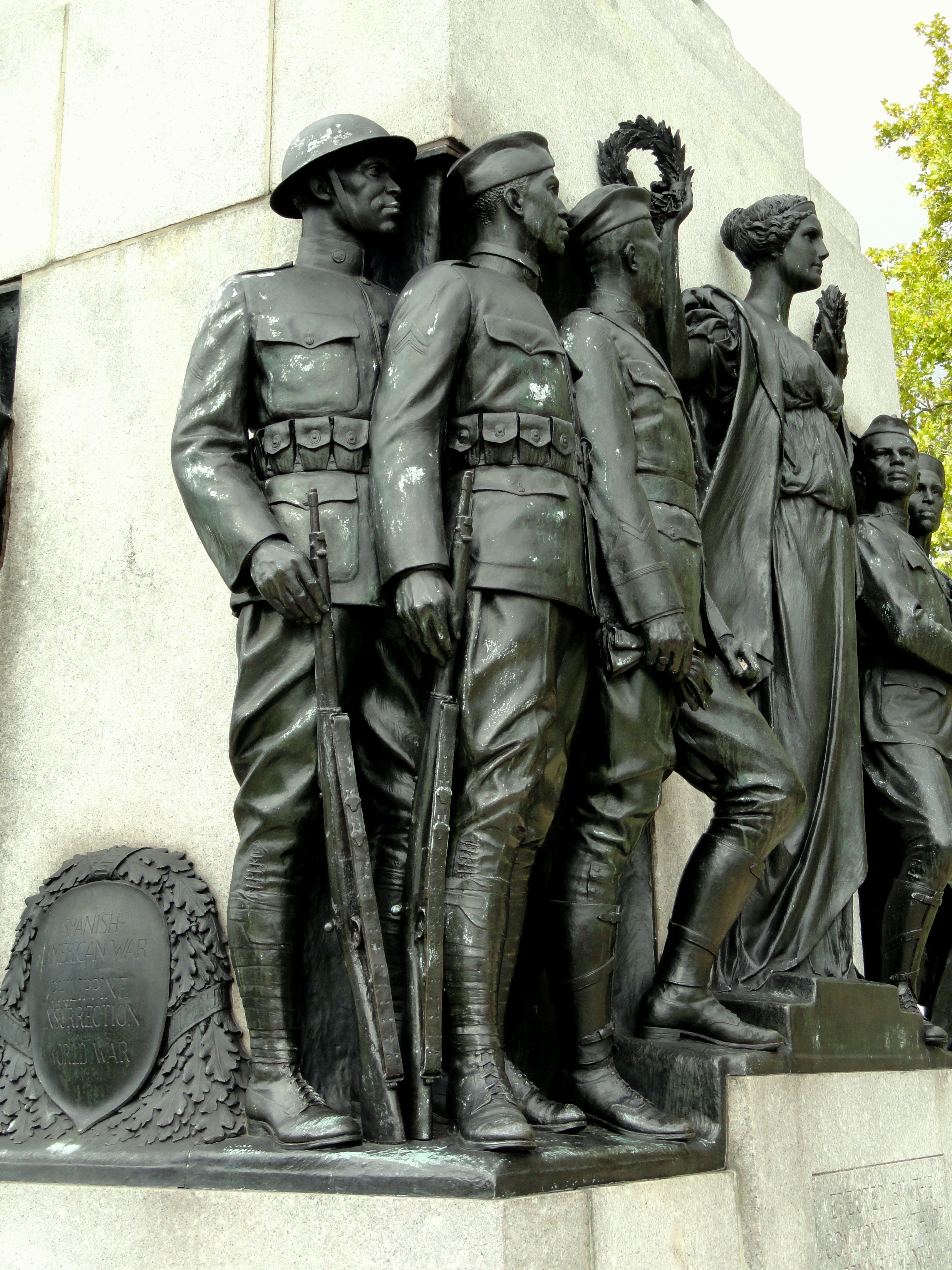
Soldados

El proyecto de ley creó una Comisión de estatuas de soldados de color de 7 personas para supervisar la finalización del monumento, y los cinco designados por el gobernador (que incluía a Hart) eran afroamericanos. Doce escultores participaron en un concurso de diseño y J. Otto Schweizer fue declarado ganador. Se firmó un contrato con él en marzo de 1929, pero se necesitaron cinco años para acordar un sitio. El jurado de arte de Filadelfia falló en contra de colocar el monumento en Parkway, argumentando que era necesario "evitar convertir Parkway en una 'Avenida de monumentos conmemorativos de guerra', ya que la mayoría son más o menos mediocres, debido a la falta de fondos o esfuerzos mal dirigidos". En cambio, el jurado de arte propuso que se ubicara en Fitler Square, en las calles 23 y Pine, un pequeño parque en un vecindario blanco de clase trabajadora, mayoritariamente irlandés. John Marquess, un destacado líder afroamericano, protestó: "Dios no permita que nosotros, los del grupo negro, nos quedemos de brazos cruzados y permitamos que se insulte nuestro patriotismo". Descartó Fitler Square como "un desierto en una sección abandonada por Dios de esta ciudad metropolitana... Niños sucios, vagabundos borrachos, sabuesos de seguro mestizo — este era el lote que lucía en el lugar donde se iba a erigir un monumento al heroico soldado negro muerto". La comisión estatal se negó a aceptar el sitio de Fitler Square, lo que dejó el proyecto en un punto muerto.
A principios de marzo de 1934, con la dedicación del monumento programada para el 30 de mayo, la Comisión del Parque Fairmount propuso un sitio temporal en Parkway con el sitio permanente que se dejaría sin determinar. Este compromiso fue rechazado por el Jurado de Arte. El concejal de la ciudad Henry Trainer, un republicano blanco, presentó una resolución para que el monumento se colocara permanentemente en Parkway, que fue aprobada por mayoría en el Concejo Municipal y firmada por el alcalde. Este fue un gesto cínico por parte de Trainer y el alcalde, ya que la autoridad legal para la colocación de los monumentos de Filadelfia recaía únicamente en el Jurado de Arte, pero la estratagema mejoró su popularidad entre los votantes negros y ambos políticos ganaron la reelección. Aplicando más presión, W. E. Garrett Gilmore de Fidelity-Philadelphia Trust Company, propietario de un edificio de apartamentos frente a Fitler Square, apeló al Jurado de Arte en una carta del 15 de marzo de 1934: "Actualmente tenemos algunos inquilinos muy deseables que viven en estos apartamentos, y sentimos que tal estatua frente a los apartamentos nos causaría la pérdida de la tenencia". La resolución del Concejo Municipal también provocó la ira de otros grupos cuyos monumentos habían sido rechazados para Parkway: "Las Madres de la Guerra y los Veteranos de la Guerra Mundial objetaron que si sus monumentos de guerra no podían obtener un sitio en Parkway, nadie debería, y menos aún un monumento a los militares afroamericanos".
Bajo fuertes presiones, en abril el Jurado de Arte trató de presionar a la comisión estatal para que aceptara el sitio de Fitler Square. Esta se negó y amenazó con erigir el monumento en otra ciudad de Pensilvania. El jurado transó, y las partes pudieron así acordar un sitio de compromiso en West Fairmount Park, en Lansdowne Avenue detrás de Memorial Hall, la galería de arte que quedó de la Exposición del Centenario de 1876. La dedicación del monumento se pospuso –su placa de bronce todavía dice "Dedicado el 30 de mayo de 1934"– y se llevó a cabo el 7 de julio de 1934. El representante estatal Hart pronunció un discurso en las ceremonias, y su nieta Doris, de 11 años, fue una de los seis niños que movieron las cuerdas para inaugurar el monumento.

### Reubicación
A lo largo de las décadas, hubo numerosas propuestas para reubicar el monumento, pero fueron abandonadas por falta de fondos.
El Comité para Restaurar y Reubicar el Monumento a las Guerras a los Soldados y Marineros de Color en 1993 comenzó el proceso de restauración y reubicación y seleccionó su ubicación actual de 21st y Vine St, según la Legislación del Concejo Municipal de 1934. En 1994, la Comisión de Arte de la Ciudad (sucesora del Jurado de Arte) recomendó la reubicación del monumento a Benjamin Franklin Parkway. El alcalde de Filadelfia, Edward Rendell, respaldó la iniciativa y el Concejo Municipal asignó un presupuesto de 200 000 dólares. La reubicación prevista se anunció en una conferencia de prensa el 9 de mayo de 1994 a la que asistieron la nieta del representante estatal Hart y dos nietas del escultor, J. Otto Schweizer. El monumento se sometió a una restauración exhaustiva y se volvió a dedicar el Día de los Veteranos, el 11 de noviembre de 1994. La nieta de Hart, Doris Jones Holliday, una de las niñas que inauguraron el monumento 60 años antes, nuevamente hizo los honores.

## Evaluación

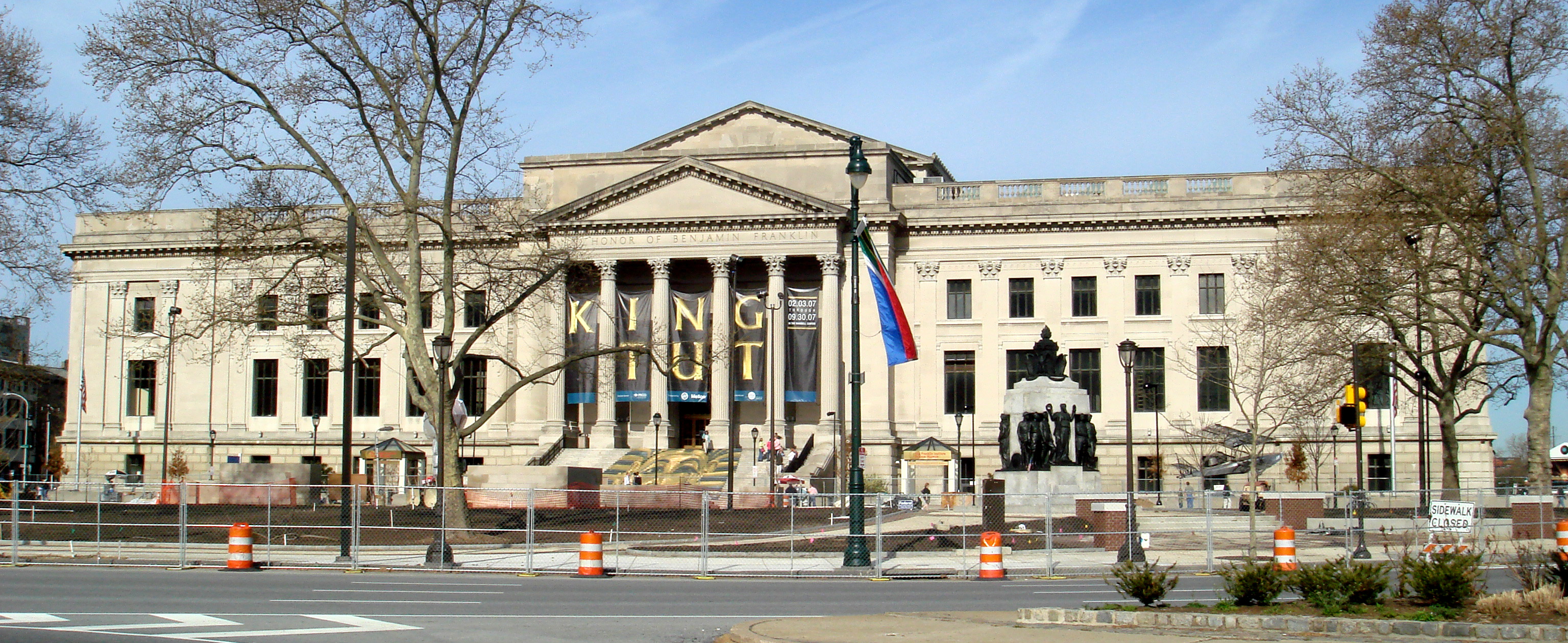
Monumento de todas las guerras a los soldados y marineros de color (a la derecha del centro) junto al Instituto Franklin detrás de él.

La historiadora de arte Ilene D. Lieberman señala la gran rareza de un monumento cívico de principios del siglo XX que honre a los afroamericanos, o incluso uno que presente figuras negras en una posición igual o casi igual a las figuras blancas. Ella compara el Monumento de todas las guerras con el Monumento conmemorativo a Robert Gould Shaw de Boston (1884), donde el escultor Augustus Saint-Gaudens rindió homenaje al 54.º Regimiento de Infantería de Voluntarios de Massachusetts, totalmente negro, individualizando los rostros de los soldados. Allí, los soldados negros en bajorrelieve forman un coro en apoyo de la estatua ecuestre casi independiente de Shaw, el oficial blanco sobre su caballo. En el monumento de Filadelfia, los soldados y marineros negros no son un coro ni siquiera actores secundarios, están en pie de igualdad con las diosas blancas.
Lieberman  recuerda que el Monumento de todas las guerras se concibió, ejecutó y dedicó en un momento en que el Ejército de Estados Unidos permanecía rígidamente segregado y la capacidad y el coraje de los soldados negros eran constantemente cuestionados (o descartados). "A pesar de esta intimidación persistente dentro y fuera del campo de batalla, los afroamericanos continuaron sirviendo en las fuerzas armadas, demostrando así su lealtad a un país que todavía los discriminaba activamente".
Ella ve problemas con la ubicación del monumento reubicado: su frente, con Justicia y los seis soldados y marineros negros, mira hacia Benjamin Franklin Parkway y la concurrida rotonda; pero su parte posterior, con las cuatro diosas blancas, mira hacia el Instituto Franklin y la acera de la calle 20, y es mucho más probable que lo vean peatones y automovilistas. Desafortunadamente, al igual que la estatua colosal de William Penn en lo alto del Ayuntamiento de Filadelfia, el monumento mira hacia el noreste, dejando a las figuras de Justicia y los militares negros en la sombra durante gran parte del día.